# مانانجاری
مانانجاری (به لاتین: Mananjary) یک منطقهٔ مسکونی در ماداگاسکار است که در مننجری واقع شده‌است. مانانجاری ۲۵٬۲۲۲ نفر جمعیت دارد و ۱۲ متر بالاتر از سطح دریا واقع شده‌است.